# Swertia barunensis
Swertia barunensis är en gentianaväxtart som beskrevs av Chassot. Swertia barunensis ingår i släktet Swertia och familjen gentianaväxter. Inga underarter finns listade i Catalogue of Life.